# アンブヒマンガの丘の王領地
アンブヒマンガの丘の王領地（―のおかのおうりょうち）は、マダガスカルを最初に統一したメリナ王国の王宮跡が登録されたユネスコの世界遺産登録物件。

## 概要
アンブヒマンガは、マダガスカル語で「青い丘」、「美しい丘」の意味。丘の上のロヴァ（Rova）には王宮跡とそれを取り囲む要塞跡や広場が残り、建造物の一部は博物館として公開されている。王宮跡よりもう一段高い所が丘の頂上であり、頂上周辺は原生林の名残りである、Phyllarthron bojeranumなどの固有種や薬用植物が生息する樹木園になっている。
王宮は、二重の堀と城壁で囲まれており、王宮につながる7つの門が設置されている。7つの門の位置は、占星術により決められたようだ。
要塞の城壁は石と卵白から作ったセメントで作られている。卵白は1,600万個分使用されたとも推定されている。
要塞内部の王宮は、メリナ王国がマダガスカルを統一したときのアンドリアナンポイニメリナ王が暮らしていた木造建物である。推定建築年代は1788年ごろ。
王宮内部には15mの大黒柱が立つ。この大黒柱はアフリカ大陸から2000人の奴隷によって運ばれてきたと伝えられている。また運搬中に100人近くの奴隷が死亡したとも言われている。
メリナ王国の首都は政治的理由により1794年、アンタナナリボに移る。アンタナナリボ遷都後も女王のための別荘がこの丘の要塞内部に設けられた。この別荘は、フランス人のエンジニアであるジャン・ラボルド（Jean Laborde）の技術指導により1870年に建設された。2005年現在は復元された別荘が立ち、内部に展示されているヨーロッパ風家具・調度は当時の物である。建物の外にも、輿が展示されている。
丘には外来種のホウライチク、ランタナ、マツなどが侵入しているが、森林の保存状態は概ね良好である。

## アクセス
首都アンタナナリボから北東約21km。車で1時間弱。
乗り合いバスが1時間に数本程度運行されている（2016年現在）。

## 登録基準
この世界遺産は世界遺産登録基準のうち、以下の条件を満たし、登録された（以下の基準は世界遺産センター公表の登録基準からの翻訳、引用である）。
- (3) 現存するまたは消滅した文化的伝統または文明の、唯一のまたは少なくとも稀な証拠。
- (4) 人類の歴史上重要な時代を例証する建築様式、建築物群、技術の集積または景観の優れた例。
- (6) 顕著で普遍的な意義を有する出来事、現存する伝統、思想、信仰または芸術的、文学的作品と直接にまたは明白に関連するもの（この基準は他の基準と組み合わせて用いるのが望ましいと世界遺産委員会は考えている）。